# Xanthorhoe eugraphata
Xanthorhoe eugraphata là một loài bướm đêm trong họ Geometridae.